# Ziltoid. Live at the Royal Albert Hall

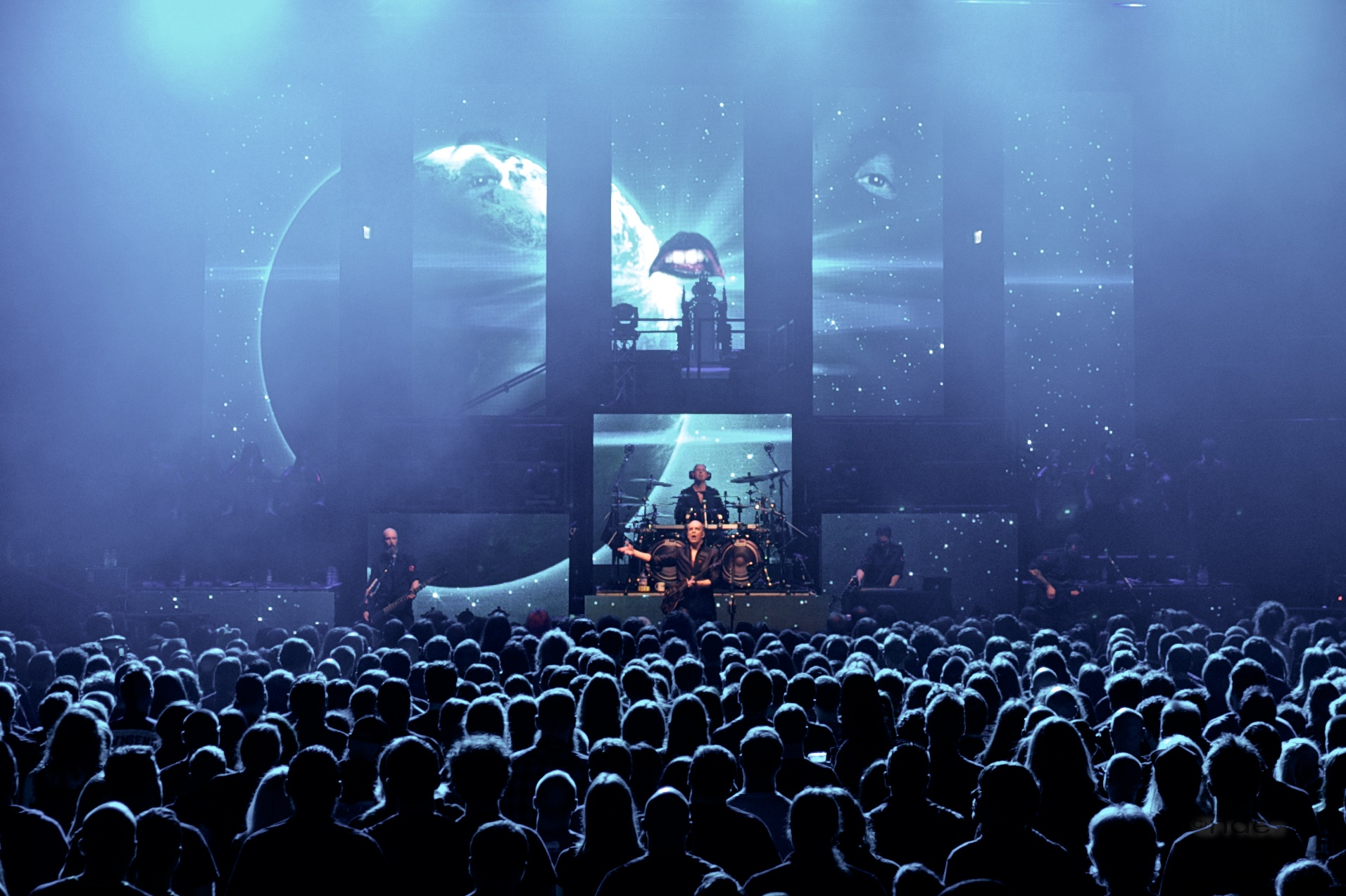
Devin Townsend wraz z zespołem podczas koncertu 13 kwietnia 2015 roku w Royal Albert Hall.

(Devin Townsend Presents) Ziltoid. Live at the Royal Albert Hall – album koncertowy kanadyjskiego muzyka Devina Townsenda. Wydawnictwo ukazało się 13 listopada 2015 roku nakładem wytwórni muzycznej InsideOut Music. Na albumie znalazł się zapis koncertu Townsenda dla 5 tys. widzów, który odbył się 13 kwietnia 2015 roku w Royal Albert Hall w Londynie.
Townsendowi podczas koncertu towarzyszyli basista Brian Waddell, perkusista Ryan van Poederooyen, gitarzysta Dave Young oraz klawiszowiec Mike St. Jean. Ponadto gościnnie wystąpili: wokalistka Dominique Lenore Persi, wokalista Chris Jericho oraz basista Jean Savoie. Muzyk na potrzeby występu zaangażował także liczne tancerki oraz chórzystów.

## Lista utworów
Opracowano na podstawie materiału źródłowego.
| CD 1 | CD 1                   | CD 1    |
| Nr   | Tytuł utworu           | Długość |
| ---- | ---------------------- | ------- |
| 1.   | „Z²”                   | 03:46   |
| 2.   | „From Sleep Awake”     | 03:47   |
| 3.   | „Ziltoidian Empire”    | 05:50   |
| 4.   | „War Princess”         | 08:57   |
| 5.   | „Deathray”             | 04:43   |
| 6.   | „March of the Poozers” | 06:30   |
| 7.   | „Wandering Eye”        | 03:40   |
| 8.   | „Earth”                | 07:38   |
| 9.   | „Ziltoid Goes Home”    | 06:38   |
| 10.  | „Through the Wormhole” | 03:37   |
| 11.  | „Dimension Z”          | 08:10   |
|      |                        | 1:03:16 |

| CD 2 | CD 2            | CD 2    |
| Nr   | Tytuł utworu    | Długość |
| ---- | --------------- | ------- |
| 1.   | „Namaste”       | 03:55   |
| 2.   | „Night”         | 04:58   |
| 3.   | „Deadhead”      | 07:48   |
| 4.   | „Earth Day”     | 09:36   |
| 5.   | „Christeen”     | 05:05   |
| 6.   | „Supercrush!”   | 05:26   |
| 7.   | „Kingdom”       | 07:40   |
| 8.   | „Lucky Animals” | 03:31   |
|      |                 | 47:59   |

| CD 3 | CD 3                 | CD 3    |
| Nr   | Tytuł utworu         | Długość |
| ---- | -------------------- | ------- |
| 1.   | „Heartwave”          | 05:39   |
| 2.   | „Funeral”            | 07:20   |
| 3.   | „Bastard”            | 10:45   |
| 4.   | „The Death of Music” | 10:23   |
| 5.   | „Universal Flame”    | 15:19   |
|      |                      | 49:26   |

| DVD 1 | DVD 1                  | DVD 1   |
| Nr    | Tytuł utworu           | Długość |
| ----- | ---------------------- | ------- |
| 1.    | „Z²”                   | 13:03   |
| 2.    | „From Sleep Awake”     | 7:13    |
| 3.    | „Ziltoidian Empire”    | 5:04    |
| 4.    | „War Princess”         | 2:30    |
| 5.    | „Deathray”             | 4:47    |
| 6.    | „March Of The Poozers” | 6:27    |
| 7.    | „Wandering Eye”        | 5:57    |
| 8.    | „Earth”                | 7:22    |
| 9.    | „Ziltoid Goes Home”    | 6:39    |
| 10.   | „Through The Wormhole” | 3:46    |
| 11.   | „Dimension Z”          | 8:02    |
| 12.   | „Namaste”              | 3:45    |
| 13.   | „Night”                | 4:58    |
| 14.   | „Deadhead”             | 7:49    |
| 15.   | „Earth Day”            | 9:37    |
| 16.   | „Christeen”            | 5:05    |
| 17.   | „Supercrush!”          | 5:27    |
| 18.   | „Kingdom”              | 7:41    |
| 19.   | „Lucky Animals”        | 3:33    |
| 20.   | „Heatwave”             | 5:39    |
| 21.   | „Funeral”              | 7:21    |
| 22.   | „Bastard”              | 10:45   |
| 23.   | „The Death Of Music”   | 12:34   |
| 24.   | „Universal Flame”      | 15:19   |
|       |                        | 2:50:23 |

| DVD 2 | DVD 2                                         | DVD 2   |
| Nr    | Tytuł utworu                                  | Długość |
| ----- | --------------------------------------------- | ------- |
| 1.    | „Intro”                                       | 0:25    |
| 2.    | „Canadian Tour”                               | 1:35    |
| 3.    | „Tour Bus”                                    | 4:02    |
| 4.    | „Writing Music On Tour”                       | 1:55    |
| 5.    | „Band Mates”                                  | 4:09    |
| 6.    | „Crew”                                        | 1:59    |
| 7.    | „Ziltoid Project”                             | 5:53    |
| 8.    | „Light Show”                                  | 5:34    |
| 9.    | „Royal Albert Hall”                           | 2:46    |
| 10.   | „Emotions”                                    | 0:46    |
| 11.   | „The End”                                     | 2:52    |
| 12.   | „Ziltoid TV: Episode 1”                       | 6:59    |
| 13.   | „Ziltoid TV: Episode 2”                       | 6:49    |
| 14.   | „Ziltoid TV: Episode 3”                       | 6:12    |
| 15.   | „March Of The Poozers (Mike Zim Music Video)” | 5:54    |
| 16.   | „RAH Time-Lapse”                              | 6:02    |
|       |                                               | 1:03:52 |

| Blu-ray | Blu-ray                                                  | Blu-ray |
| Nr      | Tytuł utworu                                             | Długość |
| ------- | -------------------------------------------------------- | ------- |
| 1.      | „Z²”                                                     | 13:03   |
| 2.      | „From Sleep Awake”                                       | 7:13    |
| 3.      | „Ziltoidian Empire”                                      | 5:04    |
| 4.      | „War Princess”                                           | 2:30    |
| 5.      | „Deathray”                                               | 4:47    |
| 6.      | „March Of The Poozers”                                   | 6:27    |
| 7.      | „Wandering Eye”                                          | 5:57    |
| 8.      | „Earth”                                                  | 7:22    |
| 9.      | „Ziltoid Goes Home”                                      | 6:39    |
| 10.     | „Through The Wormhole”                                   | 3:46    |
| 11.     | „Dimension Z”                                            | 8:02    |
| 12.     | „Namaste”                                                | 3:45    |
| 13.     | „Night”                                                  | 4:58    |
| 14.     | „Deadhead”                                               | 7:49    |
| 15.     | „Earth Day”                                              | 9:37    |
| 16.     | „Christeen”                                              | 5:05    |
| 17.     | „Supercrush!”                                            | 5:27    |
| 18.     | „Kingdom”                                                | 7:41    |
| 19.     | „Lucky Animals”                                          | 3:33    |
| 20.     | „Heatwave”                                               | 5:39    |
| 21.     | „Funeral”                                                | 7:21    |
| 22.     | „Bastard”                                                | 10:45   |
| 23.     | „The Death Of Music”                                     | 12:34   |
| 24.     | „Universal Flame”                                        | 15:19   |
| 25.     | „Devin Townsend Interview: World Of Ziltoid Documentary” | 32:50   |
| 26.     | „Ziltoid TV: Episode 1”                                  | 7:01    |
| 27.     | „Ziltoid TV: Episode 2”                                  | 6:50    |
| 28.     | „Ziltoid TV: Episode 3”                                  | 6:13    |
| 29.     | „March Of The Poozers (Mike Zim Music Video)”            | 5:55    |
| 30.     | „RAH Time-Lapse”                                         | 6:04    |
|         |                                                          | 3:55:16 |

## Wydania
| Rok  | Format             | Numer katalogowy | Wydawca         | Region            | Źródło |
| ---- | ------------------ | ---------------- | --------------- | ----------------- | ------ |
| 2015 | 3 CD+DVD           | IOMCD 436        | InsideOut Music | Europa            | [ 6 ]  |
| 2015 | 3 CD+DVD           | IOMCD 436        | InsideOut Music | Stany Zjednoczone | [ 6 ]  |
| 2015 | 3 CD+2 DVD+Blu-ray | IOMLTDCD 436     | InsideOut Music | Europa            | [ 6 ]  |

## Listy sprzedaży
| Lista                | Kraj     | Pozycja |
| -------------------- | -------- | ------- |
| Media Control Charts | Niemcy   | 66      |
| MegaCharts DVD       | Holandia | 25      |
| DVD Musicaux         | Francja  | 33      |